# Pancorius relucens
Pancorius relucens là một loài nhện trong họ Salticidae.
Loài này thuộc chi Pancorius. Pancorius relucens được Eugène Simon miêu tả năm 1901.